# Angraecum mauritianum
Angraecum mauritianum es una orquídea epifita originaria de  Madagascar e Islas Mascareñas.

## Distribución y hábitat
Se encuentra  en las islas de Madagascar y Mascareñas en los bosques cerca de la tierra en elevaciones de 200 a 1400 metros. Aunque epífitas, siempre se encuentran en el suelo del bosque o en los árboles caídos, nunca lo alto de los árboles. 

## Descripción
Es una orquídea de  tamaño pequeño a medio que no excede de los 15 cm de altura y que prefiere el clima cálido al fresco, es una especie epifita con un tallo arqueado colgante, aplanado, ramificado, con numerosos hojas, dísticas, oblongo - lanceoladas de color verde oscuro de aproximadamente 10-12 cm de largo y 1 cm de ancho. Florece  en una inflorescencia corta con flores carnosas solitarias de 4 cm de diámetro, con forma de estrella y de un color blanco puro. Tienen un espolón verdoso de 6 cm de largo. Duran alrededor de una semana y toman un color amarillento antes de marchitarse. Produce la floración en verano.

## Taxonomía
Angraecum mauritianum fue descrita por (Poir.) Frapp. y publicado en Orch. Reunion, Cat. Especes Indig. 13. 1880.
Etimología
Angraecum: nombre genérico que se refiere en Malayo a su apariencia similar a las Vanda.
mauritianum: epíteto geográfico que alude a que es originaria de la isla Mauricio en las Mascareñas).
Sinonimia
- Aeranthes gladiifolia (Thouars) Rchb.f. 1864
- Aerobion gladiifolium (Thouars) Spreng. 1826
- Angorchis gladiifolia (Thouars) Kuntze 1891
- Angraecum gladiifolium Thouars 1822
- Limodorum mauritianum (Poir.) Sw. 1829
- Macroplectrum gladiifolium (Thouars) Pfitzer ex Finet 1907
- Mystacidium gladiifolium (Thouars) Rolfe 1904
- Mystacidium mauritianum (Poir.) T.Durand & Schinz 1894
- Orchis mauritiana Poir. 1798[1][4][5]